# Gli idioti
Gli idioti (The Idiots) è un racconto dello scrittore di lingua inglese Joseph Conrad pubblicato per la prima volta nel 1896.

## Trama
La vicenda è raccontata da un narratore senza nome. Mentre attraversa in calesse le campagne della Bretagna, la sua attenzione è attirata da un ragazzo di circa 16 anni con i segni di un evidente e gravissimo ritardo mentale. Il cocchiere, del luogo, gli dice che è uno dei quattro figli di una coppia di contadini, ormai morti, tutti affetti dalla stessa patologia. Il narratore, impressionato, conduce un'indagine, e «col tempo, la storia dei loro genitori mi si precisò attraverso le svogliate risposte alle mie domande e le parole indifferenti colte nelle osterie lungo la strada o sulla strada stessa che gli idioti frequentavano».
Jean-Pierre Bacadou, il padre dei quattro ragazzi, torna dal servizio militare con l'ambizione di dirigere la fattoria di famiglia. Fiducioso nell'avvenire, Jean-Pierre sposa Susan, una ragazza assennata e benestante, e qualche tempo dopo nascono due gemelli. Col passare dei mesi Jean-Pierre capisce che i due bambini sono entrambi affetti da ritardo mentale («Scemi! Tutti e due... Mai di nessuna utilità!»). Anche i successivi figli, una femminuccia e un maschietto, mostrano i segni del ritardo mentale. Jean-Pierre diventa sempre più depresso al pensiero che i figli non avrebbero continuato un giorno la sua opera; si sente menomato come uomo; ritiene Susan responsabile in parte della patologia dei loro figli e comincia a maltrattare la moglie.
Dopo essere stata picchiata da Jean-Pierre, Susan si reca dalla propria madre, Madame Levaille, una donna molto attiva e abile negli affari, e le confida di aver ucciso il marito. Susan giustifica il gesto affermando che Jean-Pierre era "maledetto", e quindi responsabile per le disabilità dei propri figli, a causa della sua irreligiosità. Madame Levaille non mostra nessuna comprensione per la figlia («Tu donna malvagia — tu mi disonori [...] Non c'è posto per te in questo mondo [...] Vorrei che tu fossi morta da piccola [...] Ci sono sventure più gravi che quella di figli idioti»). Susan, allontanata dalla madre e ossessionata dal ricordo del marito, si allontana nella notte. Millot, un ubriaco, la segue; credendo che costui sia lo spettro del marito morto, Susan si uccide gettandosi in mare da una rupe. Madame Levaille si rammarica che la figlia non sarà sepolta in terra consacrata. Il marchese de Chavanes decide che Madame Levaille debba essere nominata tutrice dei bambini Bacadou.

## Storia
Gli idioti fu scritto nel marzo 1896, ed è pertanto il terzo racconto di Conrad, in ordine cronologico di scrittura; più tardi l'autore dirà che «l'ispirazione non fu mentale, ma visiva: gli idioti stessi». Il racconto fu inviato dapprima alle riviste Cornhill e Cosmopolis, che lo rifiutarono. Venne accettato, grazie all'intermediazione di Edward Garnett, con un compenso di 2 ghinee a pagina da The Savoy che la pubblicò come articolo di apertura del numero 6, ottobre 1896. Fu pubblicato in volume due anni dopo nella raccolta Tales of Unrest ("Racconti inquieti" o "Racconti dell'inquietudine" nelle edizioni in lingua italiana). La prima edizione in lingua italiana dei Racconti inquieti, nella traduzione di Charis Cortese De Bosis, è del 1930.

## Critica
Il racconto viene inserito nell'ambito del Decadentismo inglese, non solo per essere stato pubblicato in The Savoy, la rivista ufficiale del Decadentismo, ma soprattutto per la presenza di alcuni temi tipici di autori decadenti quali Ernest Dowson (la vicenda raccontata da un narratore senza nome, l'ambientazione nella Francia rurale, personaggi affetti da gravi patologie mentali, ecc.) e per alcuni aspetti formali.
È stato osservato inoltre che, in questo racconto, le concezioni di Conrad nei confronti della malattia mentale sono influenzate dalle  teorie eugenetiche, popolari nell'Inghilterra di Spencer e Galton alla fine del XIX secolo: familiarità, ereditarietà, mancanza di simpatia nei confronti degli ammalati («Erano un'offesa alla luce del sole, un rimprovero al cielo vuoto, una macchia di nebbia sul vigore, concentrato e deciso, del rude paesaggio») visti talora come "cose".

## Edizioni
- Joseph Conrad, Tales of Unrest, London: Unwin; New York, Scribner's, 1898.
- Racconti inquieti; traduzione di Charis Cortese De Bosis, Milano, Alpes, 1930.
- Racconti inquieti; traduzione di Renato Prinzhofer; introduzione di Mario Curreli con una nota dell'Autore, Milano, Mursia, Coll. GUM. N.S n. 153, 1990, ISBN 88-425-0539-0
- Romanzi e racconti d'avventura, di terra e di mare (Contiene: Cuore di tenebra, La laguna, Gli idioti, Un avamposto del progresso, Karain: un ricordo, Il ritorno, Domani, Amy Foster, Il compagno segreto, introduzione di Bruno Traversetti, traduzioni di Flaminio Di Biagi, Roma, Grandi Tascabili Economici Newton, 1992, pp. 19-39.
- Racconti dell'inquietudine, traduzione e cura di Maura Maioli, Rimini, Guaraldi, 1996, ISBN 88-8049-087-7